# 宮川努
宮川 努（みやがわ つとむ、1956年3月11日 - ）は、日本の経済学者。専門は、マクロ経済学・国際マクロ経済学・日本経済論。学習院大学教授。

## 略歴
1978年、東京大学経済学部卒業。1978年、日本開発銀行（現日本政策投資銀行） 入行。1994年、同銀行調査部副長。1995年、一橋大学経済研究所　助教授。1997年、日本開発銀行名古屋支店企画調査課長。1999年、学習院大学経済学部教授。
2006年、一橋大学より経済学博士の学位を取得。2009年4月、学習院大学副学長（- 2011年3月）。